# Glukonsyra
Glukonsyra är en syra som förekommer naturligt i frukt, honung och vin. Syrans salter kallas glukonater. Molekylen har 16 kirala isomerer.

## Framställning
Glukonsyra kan framställas syntetiskt genom varsam oxidation av glukos (C6H7O(OH)5) med brom eller jod i en alkalisk lösning.
{\displaystyle {\rm {C_{6}H_{7}O(OH)_{5}+I_{2}+H_{2}O\rightarrow C_{6}H_{6}O(OH)_{6}+2\ HI}}}
Lösningen måste hållas alkalisk för att neutralisera den vätejodid som bildas och hindra halogenering av kolvätekedjan.
Glukonsyra kan också framställas på biologisk väg av mögelsvampen Aspergillus niger.

## Användning
Glukonsyra används i livsmedel som surhetsreglerande medel med E-nummer 574.